# Kecskemétfilm Kft.
A Kecskemétfilm Kft. Magyarország egyik vezető animációs filmes műhelye. A stúdió mind a hazai, mind a külföldi filmpiacon produkciók széles skálájával szerepel. Kínálatában a művészi rövidfilmek, sorozatok, egész estés animációs filmek, oktató- és reklámfilmek játszanak fő szerepet.

## Története
Kecskeméten a rajzfilmkészítés gyökerei egészen 1929-ig nyúlnak vissza, amikor Mátis Kálmán festő, grafikus, rajzpedagógus elkészítette A kiscserkész álma című alkotását, ami Londonban díjat is nyert az akkori cserkész-dzsemborin.

### Indulás
1971-ben a Pannónia Filmstúdió vidéki telephely létesítése mellett döntött, az új műterem élére Mikulás Ferencet nevezték ki. A Liszt Ferenc utcai stúdió építését 1980-ban kezdték el és 1981. június 17-én adták át. Mikulás Ferenc a szegedi és pécsi művészeti szakközépiskolákban toborzott munkatársakat, megkereste a megye összes rajzszakkörének vezetőjét, ismert grafikusoknál, festőknél érdeklődött, hogy tudnának-e fiatalokat ajánlani. 1971-ben a megyei tanács és a Pannónia közös grafikai pályázatot hirdetett, melynek célja a legkiválóbb alkotók kiválogatása volt.  A tapasztalt budapesti kollégák közül többen vállalták az új munkatársak szakmai továbbképzését, a kecskemétiek sok segítséget kaptak például Jankovics Marcelltől és Gémes Józseftől.
Kezdetben csak közreműködőként vettek részt a Pannónia munkáiban, később már önálló filmek gyártását kezdték meg.

### Az első filmek
Az első rajzfilmsorozat, amelyhez a stúdió tervezéssel és részfeladatok elvégzésével járult hozzá, az Egér a Marson volt 1975-ben. Később Bálint Ágnes, a Magyar Televízió Gyermek, Ifjúsági és Oktatási Főszerkesztőségének szerkesztője kezdeményezte, hogy készüljön animációs sorozat kis lényekkel, apró állatkákkal. Az általa megírt forgatókönyv alapján, Szabó Szabolcs rendezésében készült Vízipók-csodapók sorozat hatalmas sikert aratott, a Televízió megrendelte a második, majd a harmadik sorozatot is.
A stúdió 1977-ben kezdte meg legismertebb és leghosszabb filmsorozatának, a Magyar népmeséknek a gyártását. Az ötlet a műterem vezetőjétől származott, aki még geodéta korában határozta el – megtapasztalván a magyar paraszti kultúra pusztulását –, hogy ha lehetősége lesz rá, mindent meg fog tenni ezen értékek megmentéséért. A mesék előzetes válogatását Kovács Ágnes, a Magyar Tudományos Akadémia néprajzkutató csoportjának kutatója végezte. A Pannónia Filmstúdió részéről Jankovics Marcellt kérték fel a sorozat kézbentartására. A második sorozat már a helyi rajzolókkal társrendezésben készült el, később pedig Jankovics Marcell már csak szakértőként vett részt a munkában, átengedve a rendezői feladatokat Horváth Máriának és Nagy Lajosnak. Az első epizódoknál még minden mesének másik mesemondója volt, de aztán Szabó Gyula annyira tökéletes választásnak bizonyult, hogy ő lett a sorozat állandó mesélője.

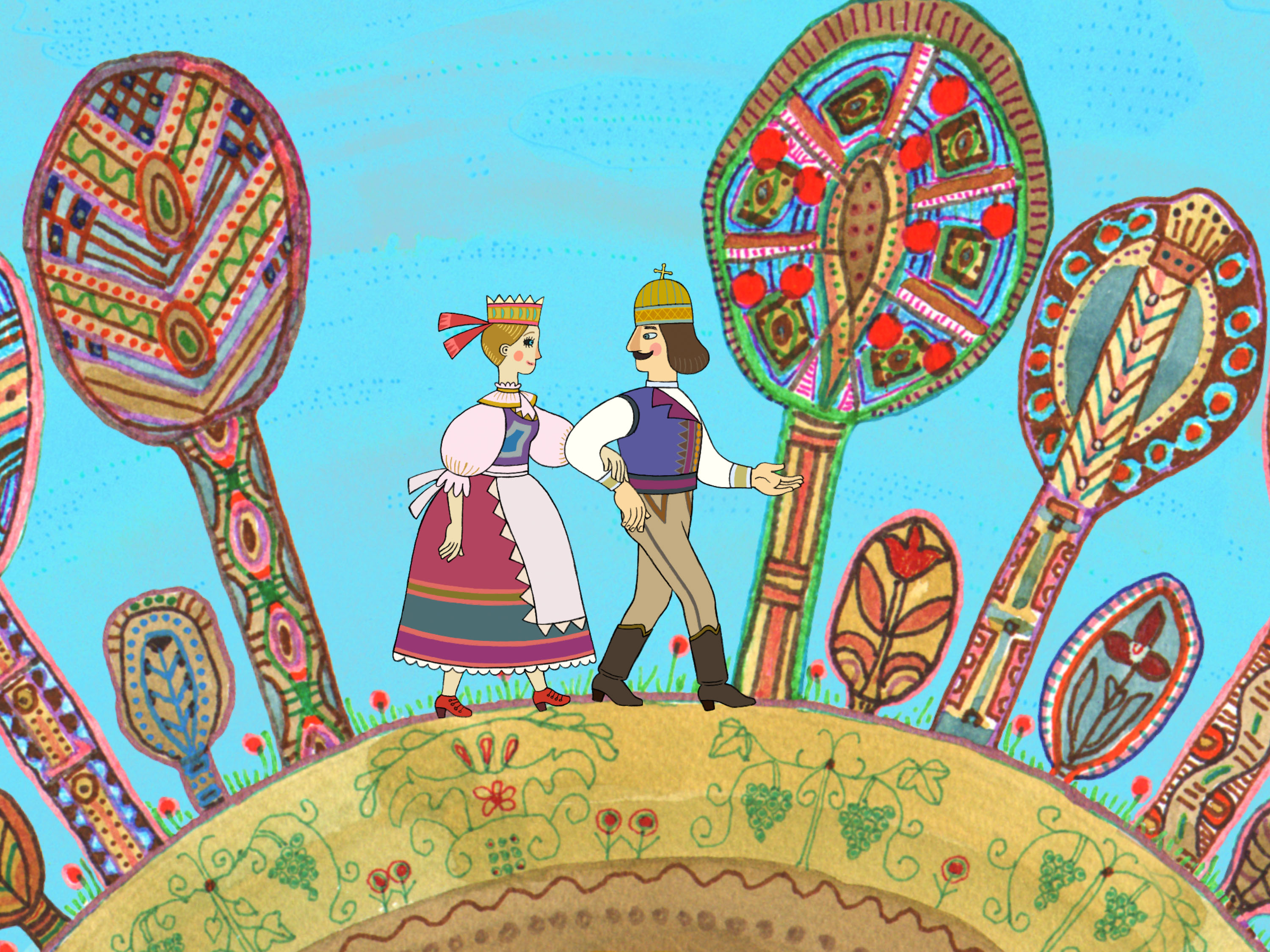
Magyar népmesék: Szóló szőlő, mosolygó alma, csengő barack (rendező: Horváth Mária, 2011)

Az első szerzői film Hegyi Füstös László nevéhez fűződik, mely 1979-ben készült el és a Regölés címet kapta. A stúdió 1982-ben könyvelhette el első jelentős külföldi fesztiválsikerét, amikor Horváth Mária Az éjszaka csodái című filmje kategória második díjat kapott Ottawában.

### Ösztöndíjrendszer
Annak érdekében, hogy a központtól való földrajzi távolság miatt a stúdió ne maradjon ki az ország és a világ animációs vérkeringéséből, nemzetközi ösztöndíjrendszer létesítése mellett döntött. Az 1980-as évek közepétől Izlandról, Németországból, Belgiumból, Hollandiából, az Egyesült Államokból, Kanadából és Franciaországból érkeztek ösztöndíjasok Kecskemétre, a helyi munkatársaknak pedig akkoriban szinte ez volt az egyetlen lehetőségük, hogy külföldre utazhassanak.

### Ismert sorozatok
1985-ben készült el a Mesék Mátyás királyról című sorozat Ujvári László rendezésében, majd egy év múlva, a sorozat epizódjainak felhasználásával, az egész estés verzió. Tóth Pál Hogyan lehet megijeszteni egy oroszlánt? című egyedi filmje alapján később 2 x 13 részes televíziós sorozat készült, Leo és Fred címmel. 1987-ben ajánlotta fel Mikulás Ferenc Jankovics Marcell számára, hogy készítsen filmsorozatot a magyar mondavilágból. A sorozat címe a Mondák a magyar történelemből lett.

### A rendszerváltásól napjainkig
A jogi lehetőségek megteremtődésével 1991-ben a stúdió önálló állami vállalattá vált. 1993-ban 35 munkatárs megvásárolta az állami vagyonrész 63%-át, és megalakult a Kecskemétfilm Kft.
Időközben megjelent egy új rendezői generáció is a stúdió életében: Ulrich Gábor, Tóth Roland, Szoboszlay Eszter, Glaser Kati és Tóth-Pócs Roland.

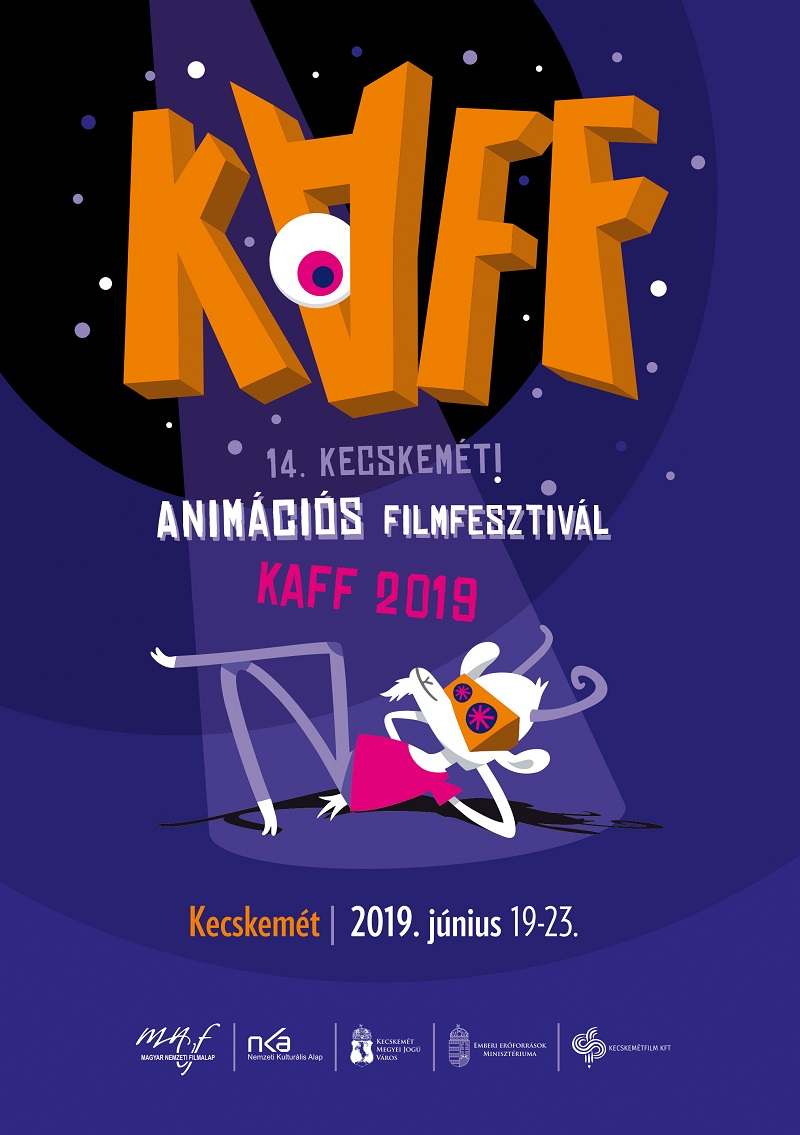
Fesztivál plakát

A kétezres évek másik hozadéka, hogy a kétdimenziós animációs filmkészítés mellett 3D-s filmek gyártása is elindult. A 2008 óta működő részleg két sikeres animációs szériát tudhat maga mögött, mind a kettő Horváth Mária nevéhez köthető. Egyik a Lázár Ervin meseregényét megelevenítő A Négyszögletű Kerek Erdő és a gyűjtésekből és írott mesékből építkező Cigánymesék.
A stúdió az önálló alkotások mellett számos nemzetközi produkció gyártásában vett részt, közülük hármat később Oscar-díjra is jelöltek (Kells titka, Chico & Rita, A vörös teknős).

2011-ben Mikulás Ferencet és az általa vezetett kecskeméti rajzfilmstúdiót Magyar Örökség-díjjal jutalmazták.

## Kecskeméti Animációs Filmfesztivál
A stúdió kezdeményezője, és fő szervezője az 1985 óta megrendezésre kerülő Kecskeméti Animációs Filmfesztiválnak (KAFF). 

## A stúdióban készült ismertebb produkciók

### Egyedi filmek
- Hé, te! (Szoboszlay Péter, 1976)
- Regölés (Hegyi Füstös László, 1978)
- Hogyan lehet megijeszteni egy oroszlánt? (Tóth Pál, 1980)
- Az éjszaka csodái (Horváth Mária, 1982)
- Majd a tisztáson (Molnár Péter, 1982)
- Süti (Nagy Gyula, 1985)
- Tiszta kép (Szilágyi Varga Zoltán, 1988)
- Húsvéti anzix (Weisz Béla, 1988)
- Western (Homolya Gábor, 1989)
- Zöldfa utca 66. (Horváth Mária, 1992)
- Arcra arc (Neuberger Gizella, 1994)
- Állóképek – "rajzok egy élet tájairól" (Horváth Mária, 2000)
- Homokon nőtt város (Buglya Sándor, 2001)
- Idegen test (Ulrich Gábor, 2002)
- Jegyzőkönyv – Mansfeld Péter emlékére (Szilágyi Varga Zoltán, 2006)
- Kőműves Kelemen (Richly Zsolt, 2009)
- Gondolatok a pincében (Tóth Roland, 2009)
- Ára 2,70 Ft (Tóth-Pócs Roland, 2009)
- A walesi bárdok (Gémes József, 2010)
- Sakk! (Orosz István, 2010)
- Boltosmesék (Szoboszlay Eszter, 2010)
- Bíborcsiga (Tóth-Pócs Judit, Tóth-Pócs Roland, 2011)
- Gyerekek vörös tájban (Szoboszlay Péter, 2013)
- Virágnyelv (Glaser Kati, 2017)
- Világnak virága, virágnak világa (Keresztes Dóra, 2017)
- Hortobágyi darumese (Lugosi István, 2018)

### Sorozatok
- Vízipók-csodapók (Szabó Szabolcs, Haui József, Szombati Szabó Csaba, 1975–85)
- Magyar népmesék (Jankovics Marcell, Horváth Mária, Nagy Lajos és mások, 1977–2011)
- Mesék Mátyás királyról (Ujváry László, 1981–82)
- Leo és Fred (Tóth Pál, Weisz Béla, 1984–93)
- Mondák a magyar történelemből (Jankovics Marcell, 1986–88)
- Tinti kalandjai (Gyulai Líviusz, Szoboszlay Péter és mások, 1987–88)
- 100 éve történt (Szoboszlay Péter, 1994–2011)
- Kormos mesék (Richly Zsolt, 2004–16)
- A világlátott egérke (Nagy Lajos, Szilágyi Varga Zoltán, 2005–11)
- A Négyszögletű Kerek Erdő (Horváth Mária, 2010–2017)
- Cigánymesék (Horváth Mária, 2014-től)
- Városi legendák (Glaser Kati, 2015-től)

### Egész estés filmek
- Vízipók-csodapók (Szabó Szabolcs, Haui József, Szombati Szabó Csaba, 1982)
- Mátyás, az igazságos (Ujváry László, 1985)
- Leo és Fred, avagy igaz történetek két jó barátról (Tóth Pál, 1987)